# Tehueco
Tehueco är en ort i Mexiko.   Den ligger i kommunen El Fuerte och delstaten Sinaloa, i den västra delen av landet, 1 200 km nordväst om huvudstaden Mexico City. Tehueco ligger 56 meter över havet och antalet invånare är 859.
Terrängen runt Tehueco är platt. Runt Tehueco är det ganska glesbefolkat, med 23 invånare per kvadratkilometer. Närmaste större samhälle är El Fuerte de Montes Claros, 18,4 km nordost om Tehueco. I omgivningarna runt Tehueco växer huvudsakligen savannskog.